# Chloe Kim
Chloe Kim (hangul: 클로이김; rr: Kulloi Kim; MR: K'ŭlloi Kim, Long Beach, 23 de abril de 2000) é uma snowboarder norte-americana de origem coreana. Nos Jogos Olímpicos de Inverno de 2018 tornou-se a mais jovem mulher a ganhar uma medalha olímpica de snowboard quando ganhou a medalha de ouro no halfpipe, com a idade de 17 anos.
Em maio de 2018 surge no videoclipe oficial da musica "Girls Like You" do grupo norte-americano Maroon 5 em colaboração com a rapper Cardi B.

## Início da vida
Kim nasceu em Long Beach e cresceu nas proximidades de Torrance. Os seus pais são originários da Coreia do Sul. O pai de Kim, começou em uma prancha de snowboard em 4 anos no sul da Califórnia, no resort de Montanha Alta e ela começou a competir em 6 como um membro da Equipe de Montanha Alta. Ela, então, treinados em Valais, na Suíça , de 8 a 10 anos de idade, antes de voltar para a Califórnia e na formação de Mammoth Mountain. Kim se juntou com a seleção dos EUA de snowboard em 2013.

## Carreira

### X Games
Por ser jovem demais para competir em Jogos Olímpicos de Inverno de 2014, Kim ganhou a prata no superpipe no Winter X Games de 2014, atrás de Kelly Clark. Em 2015 Chloe ganhou a medalha de ouro no super pipe evento no Winter X Games batendo Kelly Clark. Com esta vitória, aos catorze anos de idade, Kim se tornou o mais jovem medalhista de ouro até que ela perdeu esse registro Kelly Sildaru que conquistou a medalha de ouro em 2016, com a idade de 13 anos. Em 2016 X Games, ela se tornou a primeira pessoa abaixo de dezesseis anos de idade a ganhar duas medalhas de ouro (e, portanto, a primeira pessoa a ganhar back-to-back medalhas de ouro) X Games. Em que ano nos EUA, Snowboard Grand Prix, ela se tornou a primeira mulher a terra back-to-back 1080 spins em uma competição de snowboard. Ela marcou cem pontos e foi creditada por ser a segunda pessoa a fazê-los, depois de Shaun White.

### Jogos Olímpicos de Inverno da Juventude de 2016
Em 2016, ela se tornou a primeira mulher norte-americana a ganhar uma medalha de ouro no snowboard nos Jogos Olímpicos de Inverno da Juventude, e ganhou a mais alta pontuação da modalidade nos Jogos Olímpicos da Juventude de história na época. Foi seleccionada para a Equipe dos EUA, porta-bandeira para a Cerimônia de Abertura de 2016 Jogos Olímpicos da Juventude de Inverno, assim tornando-se o primeiro snowboarder escolhido para servir como porta-bandeira para a Equipe dos EUA no Jogos Olímpicos de Inverno ou Jogos Olímpicos da Juventude. Kim foi nomeado para a 2016 ESPYS prêmio de Melhor Avanço do Atleta.

### Jogos Olímpicos de Inverno
Conquistou o título da halfpipe nos Jogos Olímpicos de 2018 e 2022, tornando-se a primeira mulher a obter dois ouros nessa prova.

## Vida pessoal
Kim é coreana-americana, sendo um de segunda geração - Americano; seus pais são imigrantes da Coreia do Sul. Kim ainda tem família alargada que vive na Coreia do Sul, onde os jogos Olímpicos de Inverno de 2018 se realizaram. Ela é trilingue, sendo fluente em coreano, francês e inglês. Kim foi capa da Sports Illustrated , seguindo com a sua medalha de ouro olímpica.